# Langues pama-nyungan
Les langues pama-nyungan sont une famille de langues aborigènes d'Australie.

## Histoire
Les études comparatistes sur les langues australiennes commencent avec Edward M. Curr (en) en 1886. En 1954 et 1962, Arthur Capell (en) peut reconstituer plusieurs dizaines de racines qu'il nomme l'« australien commun ». Mais c'est Kenneth Hale qui, par ses travaux (1962, 1964, 1976), établit une famille de langues qui couvre l'essentiel du territoire australien, à l'exception de l'extrême nord et de la Tasmanie. Il nomme cet ensemble le pama-nyungan.

## Origine
Quatre hypothèses ont été émises pour expliquer l'origine et la prépondérance des langues pama-nyungan :
- elles auraient remplacé rapidement les langues antérieurement présentes (dites pré-pama-nyungan) il y a 4 000 à 6 000 ans ;
- les langues pama-nyungan seraient au contraire celles de populations reliques présentes vers −20 000 ans, juste après le dernier maximum glaciaire ;
- elles se seraient répandues il y environ 10 000 ans à la suite d'une forte croissance démographique due à l'amélioration du climat ;
- elles remonteraient à l'arrivée des hommes modernes il y a plus de 40 000 ans.

Une étude cladistique (phylogéographie bayésienne) appliquée à 18 238 mots pama-nyungan privilégie une présence au sud du golfe de Carpentarie entre −7 000 et −4 500 ans, suivie d'une rapide expansion vers l'ouest et le long de la côte ouest en direction du sud, et parallèlement vers l'est et le sud-est,.

## Classification
Le pama-nyungan regroupe 306 des 400 langues australiennes. Parmi elles on peut citer :
le dyirbal, le kamilaroi, le kuuk-thaayore, le martuthunira, le martu wangka,  le nhanta, le pintupi, le walmajarri, le warlpiri, le yankunytjatjara, le yidiny.
Le pama-nyungan se divise en plusieurs branches :
- la branche gumbaynggirrique, qui comprend le gumbaynggirr et le yaygir ;
- la branche sud-est :
  - les langues wati dont le pitjantjatjara, le yankunytjatjara ou le luritja ;

## Le proto-pama-nyungan
Selon O’Grady, les phonèmes de la protolangue étaient les suivants:

### Voyelles
|         | antérieure      | postérieure     |
| ------- | --------------- | --------------- |
| fermée  | *i [i] *ii [iː] | *u [u] *uu [uː] |
| ouverte | *a [a] *aa [aː] | *a [a] *aa [aː] |

### Consonnes
|              |              | Bilabiales | Alvéol. | Rétrofl. | Dorsales | Dorsales |
| ------------ | ------------ | ---------- | ------- | -------- | -------- | -------- |
| Palatales    | Vélaires     | Bilabiales | Alvéol. | Rétrofl. |          |          |
| Occlusives   | Occlusives   | *p [p]     | *t [t]  | *rt [ʈ ] |          | *k [k]   |
| Affriquée    | Affriquée    |            |         |          | *j [ ɟ]  |          |
| Nasale       | Nasale       | *m [m]     | *n [n]  | *rn [ɳ]  | *ny [ ɲ] | *ng [ŋ]  |
| liquide      | liquide      |            | *l [l]  | *rl [ɭ ] | *ly [ʎ]  |          |
| roulée       | roulée       |            | *rr [r] | *r [ɽ]   |          |          |
| Semi-voyelle | Semi-voyelle | *w [w]     |         |          |          | *y [ j]  |